# Senpai TV
Senpai TV foi um programa diário do canal Rede Brasil de Televisão dedicado a produções japonesas. Parte do projeto Sessão Oriental, estreou em 31 de outubro de 2016 como resultado de uma parceria da emissora com a produtora japonesa Toei Animation, com a exibição dos animes Os Cavaleiros do Zodíaco e Dragon Ball Z.

## História
Em setembro de 2016, a Rede Brasil  assinou contrato com a Toei Animation e adquiriu da produtora japonesa os animes Os Cavaleiros do Zodíaco e Dragon Ball Z. O canal estreou os dois animes em 31 de outubro, dentro da Sessão Oriental e junto estreou o programa Senpai TV, sendo exibidos em uma versão remasterizada em alta definição.
A primeira temporada, O programa era conduzido por Clayton Ferreira e contava com os convidados José Carlos Alves e Marcelo Del Greco, e era focada em informações sobre as séries exibidas no horário, sempre tentando levar novidades aos telespectadores de forma descontraída e divertida.
A segunda temporada do programa passou a ser produzida de maneira diferente. O programa assumiu uma forma de bancada de discussão. Dois apresentadores, Clayton Ferreira e Jefferson Kayo passaram a conduzir o programa, sempre com um ou mais convidados para o debate de temas relacionados a animes, mangás e games. Tudo acontece dentro do cockpit de um robô gigante. Outra novidade da nova temporada do Senpai TV é que os programas podem ser acessados no mesmo dia (com uma hora de diferença) no canal do YouTube do TeamON Oficial.
Em 30 de julho de 2018, o programa mudou de horário em virtude do arrendamento da grade para a Igreja Plenitude.

## Ligações Externas
Senpai TV no Facebook (em português)
Senpai TV no X (em português)
Senpai TV no Instagram (em português)